# Pitts Special

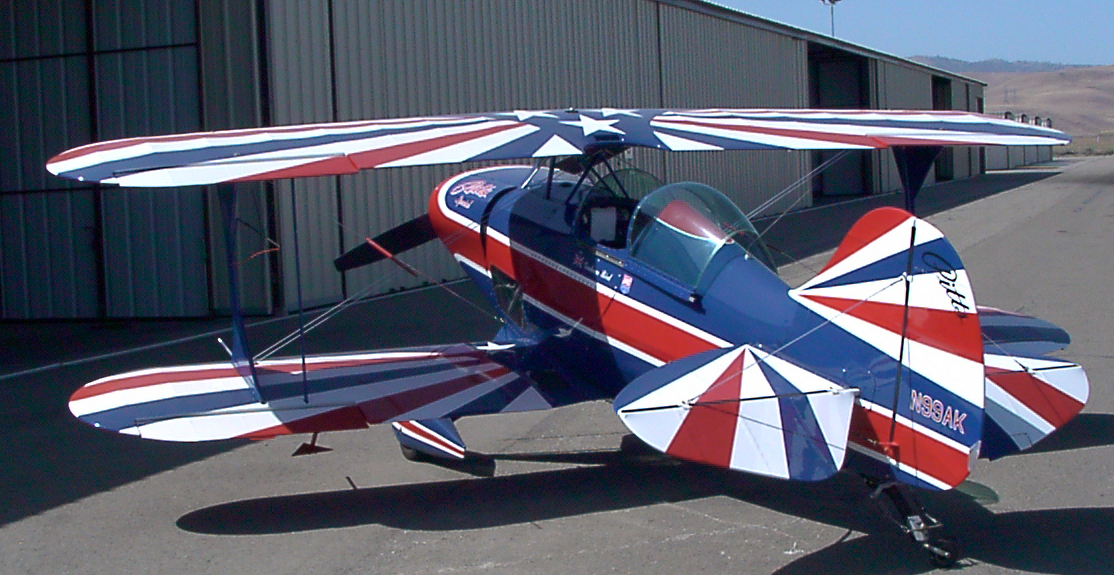
Un monoposto S-1T.

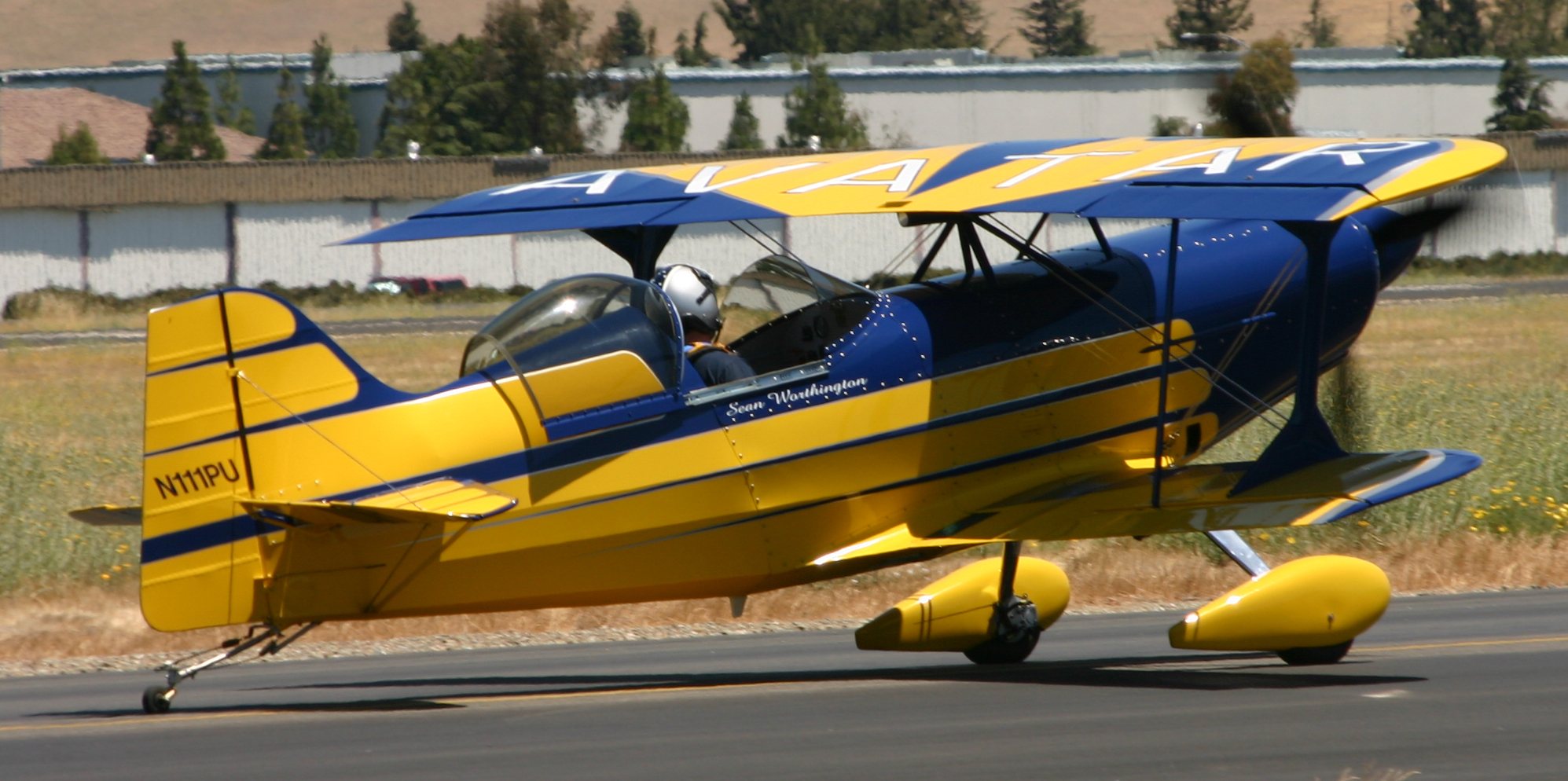
Un monoposto S1-11b Pitts Special.

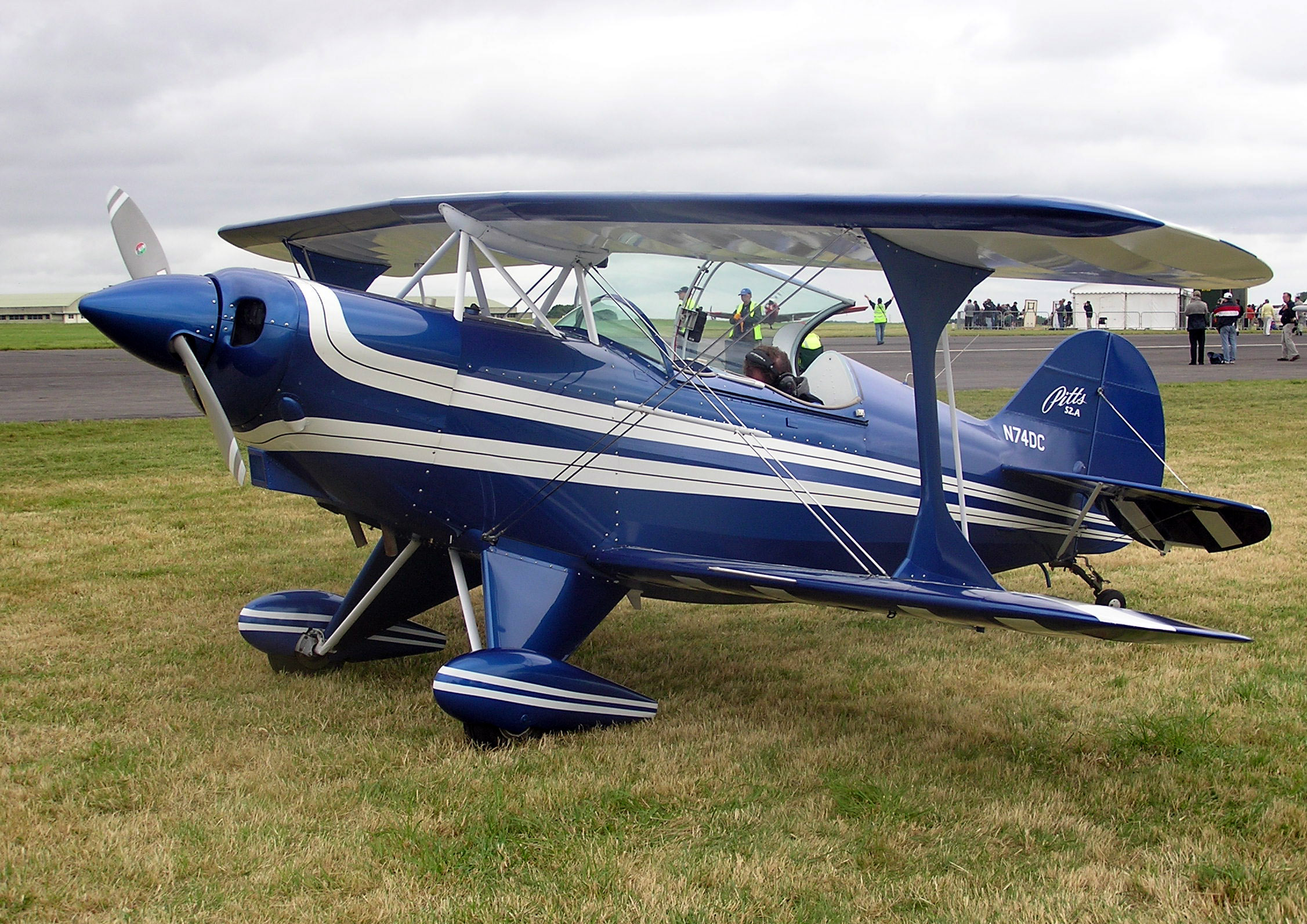
Un biposto Pitts S-2A.

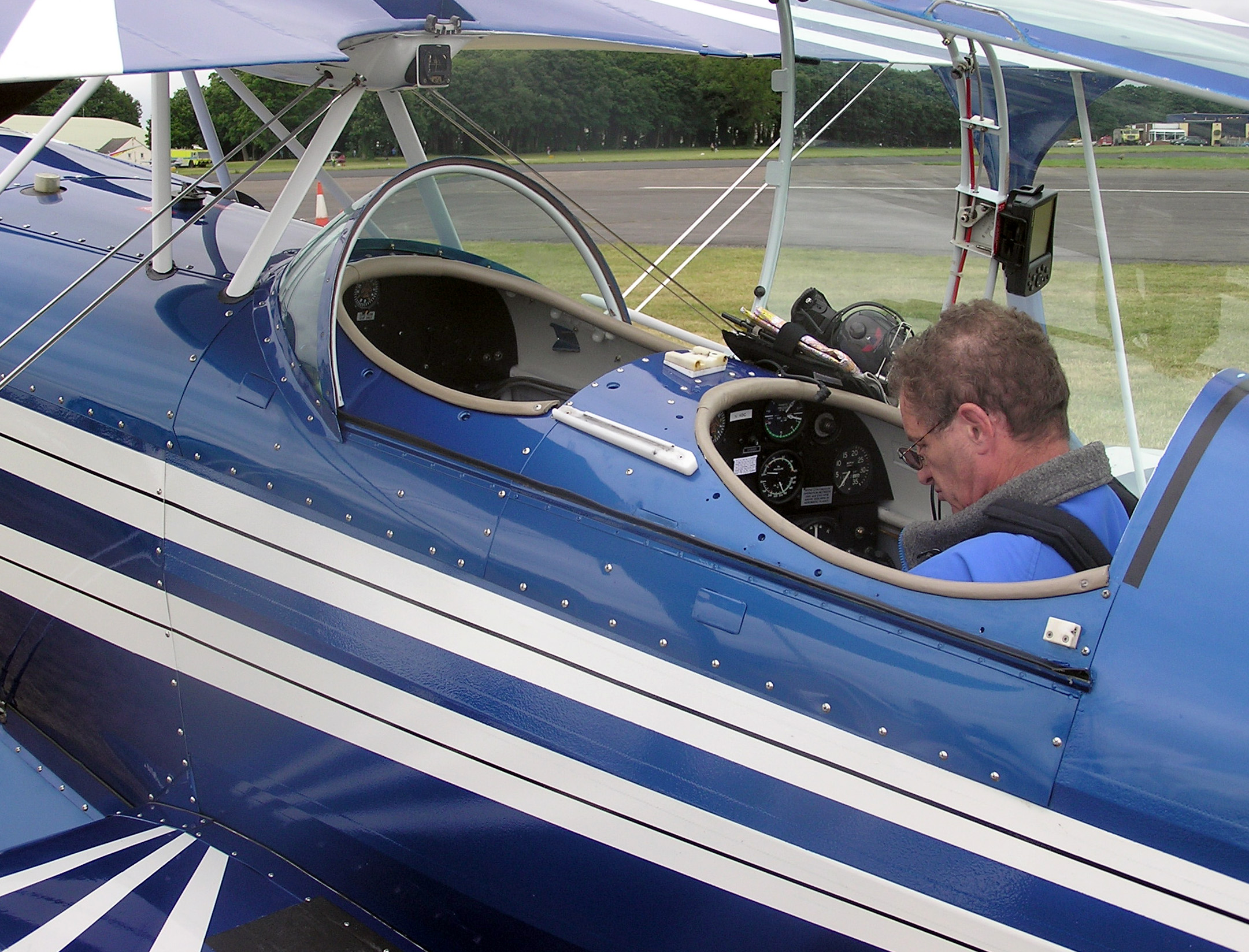
I due abitacoli in tandem del S-2A.

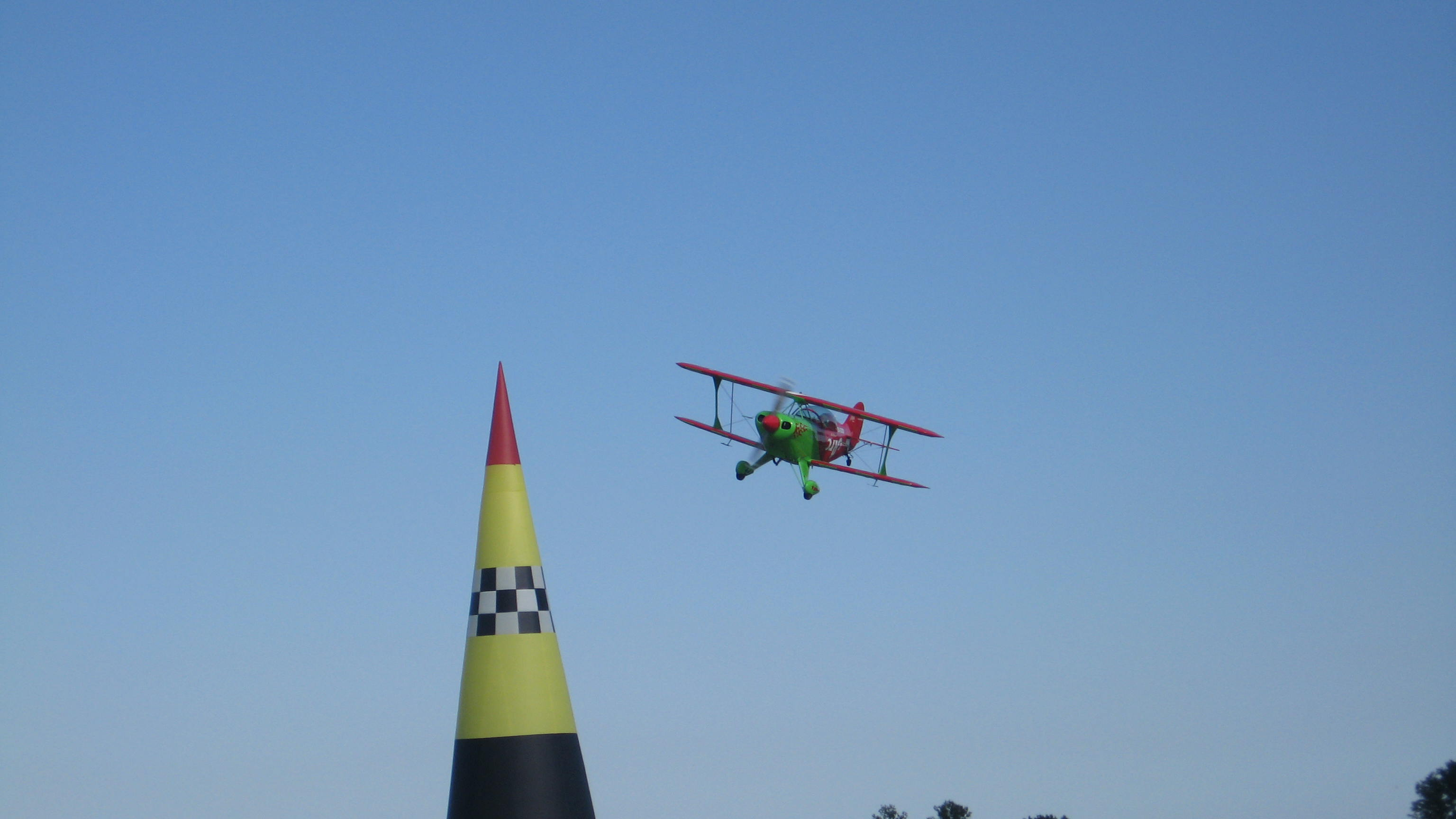
Un Pitts S-2B.

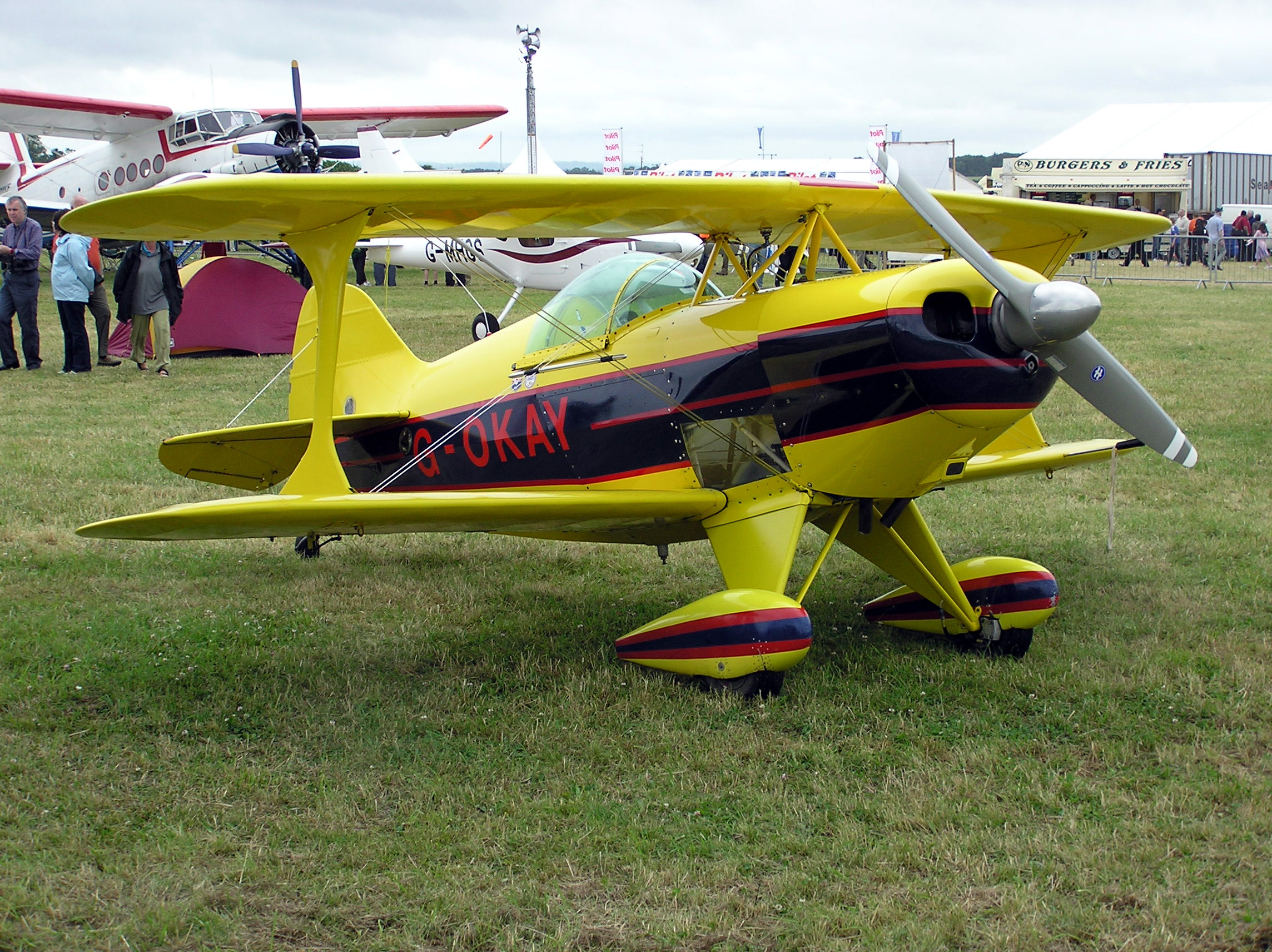
Un Pitts S-1E.

Il Pitts Special è un biplano leggero acrobatico a carrello fisso progettato da Curtis Pitts negli anni quaranta ed ancora oggi prodotto dall'azienda statunitense Aviat Aircraft Inc.
In produzione fin dal 1944, il Pitts è uno dei più conosciuti e longevi aerei acrobatici del mondo, adottato negli anni da numerose pattuglie acrobatiche tra cui l'italiana Alpi Eagles, nota per aver fondato l'omonima compagnia aerea.
Vincitore di numerose competizioni aeronautiche fin dal suo battesimo dell'aria nel 1944, il Pitts Special ha dominato a livello mondiale nelle competizioni di volo acrobatico negli anni sessanta e settanta, continuando a rimanere un eccellente velivolo da competizione nelle categorie minori anche recentemente.

## Storia

### Sviluppo
Il velivolo ha origine nel 1943 quando Curtis Pitts iniziò a pensare a un nuovo progetto di un aereo acrobatico monoposto. Il progetto venne continuamente perfezionato dal settembre 1944, data in cui il primo prototipo volò per la prima volta; tuttavia, il Pitts Special attuale è molto simile all'originale sia nell'idea di base che nelle caratteristiche tecniche.
Pitts costruì molti altri aerei monoplano da competizione negli anni quaranta e cinquanta, i più famosi dei quali furono il monoplano ad ala bassa Pellet del 1947 e quello ad ala media "Lil' Monster" del 1951. Fra gli altri, costruì anche un monoplano biposto da turismo sportivo a cui diede il nome "Big Hickey".
Molti degli aerei che Curtis Pitts realizzò recavano il simbolo di una puzzola dipinto sulla fusoliera, e per questo furono soprannominati "Stinkers" (puzzole in lingua inglese). Dopo aver comprato il secondo aereo costruito da Curtis, il pilota acrobatico Betty Skelton lo soprannominò "Lil' Stinker". Il prototipo S-2, che fu il primo Pitts biposto, fu soprannominato "Big Stinker", e il prototipo Model 11 (chiamato più tardi S1-11B), ebbe il soprannome di "Super Stinker"; il prototipo Model 12 invece fu chiamato "Macho Stinker".
Nel 1962 Curtis Pitts fondò la Pitts Enterprises, con lo scopo di vendere i disegni esecutivi del S-1C ai privati per autocostruzione.
Tutti i modelli monoposto (S-1) e biposto (S-2) Pitts Special sono varianti del modello base del 1944.

### Impiego operativo
Il Pitts Special fu reso popolare da Betty Skelton, Caro Bayley e altri piloti acrobatici; data la popolarità dell'aereo, intorno al 1960 Pitts cominciò a vendere i disegni esecutivi.
Pitts costruì pochi aerei negli anni quaranta e cinquanta. Dopo che furono prodotti alcuni aerei autocostruiti a partire da rudimentiali disegni di progetto eseguiti dallo stesso Pitts, nel 1962 cominciarono ad essere venduti dei disegni di progetti più dettagliati e professionali. Mentre negli anni sessanta furono prodotti molti aerei autocostruiti, facendo guadagnare al Pitts Special la fama di eccellente aereo acrobatico, Pitts lavorò al progetto di un aeroplano acrobatico biposto da addestramento, il modello S-2, che volò per la prima volta 1967 e fu certificato nel 1971. A questi aerei, prodotti industrialmente dalla compagnia Aerotek ad Afton, nel Wyoming, si unì anche il modello monoposto S-1S nel 1973.
Nel 1972 il team di volo acrobatico degli Stati Uniti US National Aerobatic Team vinse il campionato del mondo volando solo con Pitts Special.
Nel 1977 Curtis Pitts cedette tutti i suoi diritti sul Pitts Special a Doyle Child. Nel 1981 Child vendette i diritti a Frank Christensen, che continuò la produzione nello stabilimento di Afton sotto il nome di Christen Industries. I diritti per le versioni autocostruite del Pitts vennero ceduti nel 1994 a Steen Aero Lab, cedendo lo stabilimento di Afton e i diritti di produzione alla Aviat.
Curtis Pitts morì nel 2005 all'età di 89 anni. Al momento della sua morte, stava lavorando con Steen al prototipo del nuovo Pitts Model 14, un aereo completamente nuovo: biplano biposto, adatto a qualunque tipo di acrobazia aerea grazie al motore radiale Vedeneyev M14P da 400 CV.
I diritti sul nome Pitts sono attualmente detenuti dalla Aviat, a cui appartengono anche i diritti sul Christen Eagle, un modello simile al Pitts.

### Versioni attualmente commercializzate
Le versioni certificate del compatto Pitts Special sono prodotte dalla Aviat ad Afton, nel Wyoming. È disponibile nella versione S1, monoposto, dotato di un motore boxer a 4 cilindri della Lycoming, con potenza fino a 200 CV (150 kW) e con apertura alare di 5.28 m, oppure nella versione S2, variante biposto che monta un motore boxer a 6 cilindri, sempre della Lycoming, con potenza di 260 CV (194 kW), e apertura alare di 6.1 m. Il Pitts Special è stato equipaggiato, nella sua storia, con motori fino a 450 CV (338 kW).
Il Pitts Special dominò i campionati mondiali di volo acrobatico fino all'avvento degli aerei monoplano, sebbene rimanga ancora oggi molto competitivo a tutti i livelli e sia uno degli aerei preferiti dai piloti acrobatici in tutto il mondo.
Il primo monoplano a scalzare il Pitts dal primo posto delle competizioni aeree acrobatiche senza limitazioni fu il Yak-50, progettato e costruito in Russia.
Attualmente, i disegni costruttivi della versione monoposto del Pitts Special S1-S sono resi disponibili dalla Aviat Aircraft. I disegni e i kit delle versioni S1-C e S1-SS sono fornite invece dalla Steen Aero Lab di Palm Bay (Florida).
Il modello S1 continua a dimostrare ottime prestazioni a un costo relativamente basso. Centinaia di autocostruttori hanno realizzato e volato con il Pitts da quando i disegni di progetto sono stati resi disponibili nel 1960.

## Versioni
S-1
Pitts Special modello base, monoposto, con superficie alare M6, alettoni solo sulla superficie alare inferiore, equipaggiato con diversi tipi di motore.
S-1C
Modello S-1 di costruzione amatoriale, monoposto, superficie alare inferiore piana, alettoni solo sulla superficie alare inferiore, progettato per motori da 100–180 hp (75–134 kW). Volò per la prima volta nel 1960; attualmente il modello S-1 è disponibile come aereo da autocostruzione presso la Steen Aero Lab.
S-1D
Modello S-1C di costruzione amatoriale, con alettoni su tutte le quattro superfici alari, simile in generale al modello S-1S.
S-1E
Modello S-1C di costruzione amatoriale, realizzato partendo da kit del produttore. Utilizza superfici alari simmetriche.
S-1F
Modello autocostruito, con superfici alari Falcon. Caratterizzato da estremità alari quadre e da alettoni con corsa maggiorata del 25%. In Gran Bretagna, è equipaggiato con un motore Monty Barrett da 200hp e da una leggera elica Hoffmann VP.
S-1S
Modello S-1C prodotto dalla AeroteK, certificato per le competizioni aeronautiche. Caratterizzato da superfici alari a sezione tonda, quattro alettoni ed equipaggiato con un motore Lycoming AEIO-360-B4A da 180hp (134 kW). 61 unità fabbricate. Questo modello è disponibile anche presso la Aviat Aircraft come aereo da autocostruzione.
S1-SS
Simile al modello certificato S1-S "Roundwing". Caratterizzato da un motore da 180–200 CV (134–149 kW), monoposto, autocostruito, con ali simmetriche, dotato di quattro alettoni simmetrici sullo stile del modello "Super-Stinker", velocità di rollio di 300 °/s, elica a passo fisso. Questo modello è disponibile per autocostruzione dalla Steen Aero Lab.
S-1T
Modello S-1C fabbricato dalla Aerotek, dotato di un motore Lycoming AEIO-360-A1E da 200 hp (149 kW) e caratterizzato da modifiche di piccola entità; 64 esemplari costruiti. Dotato di quattro alettoni, monoposto, costruito in fabbrica, con superfici alari simmetriche, con elica Hartzell a passo variabile a due o tre pale. Questo modello è prodotto su richiesta dal 2008 dalla Aviat Aircraft.
S-1-11B
Noto come Modello 11 "Super Stinker", dotato di motore Lycoming da 300 hp (220 kW), con quattro alettoni, monoposto, fabbricato a partire da disegni sperimentali, oppure realizzato in fabbrica a partire da componenti di serie, con superfici alari simmetriche, elica a tre pale a passo variabile, velocità di rollio superiore a 300 °/s, velocità di salita superiore a 3000 piedi/min (15,3 m/s).
S-2
Modello S-1 scalato con fusoliera biposto in linea, dotato di motore a pistoni Lycoming AEIO-360-B4A da 200 hp (149 kW).
S-2A
Fabbricato dalla Aerotek, dotato di motore a pistoni Lycoming AEIO-360-A1A oppure -A1E da 200 hp (149 kW), elica a passo variabile. I modelli fabbricati successivamente sono caratterizzati da un carrello di atterraggio più lungo e un posto di pilotaggio frontale due pollici (5 cm) più largo. 259 esemplari fabbricati.
S-2B
Modello S2-A fabbricato dalla Aerotek dotato di motore Lycoming AEIO-540-D4A5 da 260 hp (194 kW), serbatoio ausiliario nell'ala superiore; il carrello di atterraggio e le superfici alari superiori sono spostate anteriormente di sei pollici. 196 esemplari costruiti. L'aeromobile è attualmente fuori produzione ma la Aviat Aircraft assicura il supporto tecnico.
S-2C
Caratterizzato da quattro alettoni, biposto, costruito in fabbrica, superfici alari simmetriche, dotato di motore Lycoming da 260 hp (194 kW), elica a tre pale a passo variabile. Questo modello è attualmente in produzione. È una modifica del modello S-2B, con alettoni e timone migliorato. Nel 2008 è prodotto dalla Aviat Aircraft.
S-2E
Modello S-2A di costruzione amatoriale, prodotto a partire da kit di produzione realizzati in fabbrica.
S-2S
Modello S-2B prodotto da Aerotek, con posto di pilotaggio singolo e doppio serbatoio nelle ali. La fusoliera è più corta di 14 pollici (35 cm) nella zona anteriore per permettere l'installazione del pesante motore Lycoming AEIO-540-D4A5 da 260 hp (194 kW). L'apertura alare è di 20 piedi (6.10m).17 esemplari fabbricati. L'aeromobile è attualmente fuori produzione ma la Aviat Aircraft assicura il supporto tecnico.
S-2SE
Modello S-2S di costruzione amatoriale, prodotto a partire da kit realizzati in fabbrica.
Model 12
Equipaggiato con un motore radiale Vedeneyev M14P da 360–400 hp (270–300 kW), di produzione sovietica, con elica MT a due o tre pale, fabbricato a partire da disegni o da kit. I componenti sono attualmente disponibili. Questo modello è stato l'ultimo aeromobile progettato e collaudato da Curtis Pitts. I kits sono distribuiti dalla Jim Kimball Enterprises.
Model 13
Progetto di monoplano tipo "coupe". Non fu mai fabbricato. 
Model 14
Modello biposto dotato di radiale Vedeneyev M14P da 360 hp (270 kW), distribuito come modello da autocostruzione dalla Mid America Aircraft.
Model 15
Monoplano sportivo leggero, in corso di sviluppo dalla Steen Aero Lab.

### Varianti
Samson
Il modello "Big Pitts" è dotato di motore Pratt & Whitney R-985 da 450 hp, progettato in origine per Jess Bristow e utilizzato come aeromobile dimostrativo.

## Utilizzatori

### Militari
Cile
- Fuerza Aérea de Chile

1 S-2S in servizio all'aprile 2018
 Giordania
- Al-Quwwat al-Jawwiyya al-malikiyya al-Urdunniyya

opera con la propria pattuglia acrobatica, i Royal Jordanian Falcons, con quattro S-2A.
 Venezuela
- Fuerza Aérea Venezolana

### Civili
- Pitts Specials Formation Aerobatic Team
- JagAir

operano da Queenstown in Nuova Zelanda

## Il Pitts Special nella cultura di massa
- In ambito videoludico il Pitts Special compare tra i velivoli del videogioco Bravo Air Race[28].